# Otakar Bystřina
Otakar Bystřina, rodným jménem Ferdinand Dostal (23. května 1861 Věrovany – 18. července 1931 Staré Hamry) byl moravský advokát a spisovatel píšící humoristické povídky z Hané a ze Slovácka.

## Život
Narodil se v rodině hostinského Franze Dostala (1827–1872) a Rosalie rozené Šelepové. Měl tři starší bratry: Simona (1850–1886), Johana (1851) a Vincenze (1859).
V letech 1871 až 1878 studoval na Slovanském gymnáziu v Olomouci, odkud byl pro výtržnost se strážníkem vyloučen, takže maturitu složil roku 1879 v Chrudimi. Po roční vojenské službě začal studovat práva na Právnické fakultě Univerzity Karlovy. Již na střední škole a potom při studiu práv se sám živil (jako písař, korektor v tiskárně, železniční zaměstnanec, sekretář spisovatele Josefa Václava Friče) a zdrojem jeho příjmů mu také byly honoráře za básně a vesnické obrázky, které publikoval v různých časopisech (Květy, Švanda dudák, Zlatá Praha a jiné).
Po dokončení studia pracoval jako advokátní koncipient v Plumlově, Prostějově, Vyškově a v Brně, od roku 1893 působil jako advokát v Novém Jičíně a v letech 1921 až 1926 v Brně. 24. 9. 1921 si nechal změnit příjmení na Bystřina. Byl členem a funkcionářem Moravského kola spisovatelů (na ustavující schůzi roku 1912 byl zvolen místopředsedou a v letech 1921 až 1923 vykonával funkci předsedy). Z Brna se odstěhoval do Starých Hamrů na chalupu, kterou si roku 1920 koupil společně s Petrem Bezručem, svým důvěrným přítelem. K jeho přátelům patřil i rodák z Držovic P. ThDr. Alois Lang. Roku 1927 si opět otevřel advokátní kancelář v Novém Jičíně. Zemřel r. 1931 na chalupě. Jeho paměti, které diktoval Františku Kožíkovi, tak zůstaly torzem.

## Dílo
Bystřinův humor je jadrným humorem starých vesnických mudrlantů. Je vlídný a zřídka kdy přechází do satiry. Hovory postav jsou vedeny v nářečí. Důrazem na zdravý selský rozum navázal Bystřina na tradici lidového vypravěčství.
- Na vsi (1889), sbírka povídek[6]
- Hanácké figurky (1890), sbírka povídek[7]
- Hanačka v Praze (1896), divadelní sólový výstup pro dámu v hanáckém kroji
- Hanácká legenda (1904), povídka považovaná za vrchol jeho tvorby, ve které bodrého hanáckého osmdesátníka Šelepu z Věrovan odnesou o Štědrém večeru roku 1790 andělé do nebe, aby mohl přezkoumat, zda je pravda, co o nebi káže tovačovský pan farář, totiž že nebe je z perníku, knedlíků, másla a tvarohu[8]
- Pápení (1912), sbírka povídek[9], roku 1926 vydaná pod titulem Přes tři řeky
- Bystřinův smích (první díl 1917, druhý díl 1926), dvoudílná sbírka povídek
- Jak se naši škádlívají (1924), sbírka povídek[10]
- Súchovská republika (1926), sbírka fejetonů a autobiografických črt zachycujících bohémské přátelství s malířem Jožou Uprkou za studentských let s podtitulem Kronika mládí[11]
- Přes tři řeky, Ostravici, Bečvu, Moravu (1926)[12]
- Humor Otakara Bystřiny z jeho spisů (1927)
- Tři z Hané – [Sedláka lebo pána? – Jan Spáčil Žeranovský. Brablenčí chalópke – Otakar Bystřina. Šebesta Krbec a zaječí otázka na Hané – Alois Zábranský.] (1943)[13]
- Dopisy Otakara Bystřiny Petru Bezručovi z let 1912–1931 (1967), uspořádal Alois Sivek